# Mysore Airport
Mysore Airport är en flygplats i Indien.   Den ligger i distriktet Mysore och delstaten Karnataka, i den södra delen av landet, 1 800 km söder om huvudstaden New Delhi. Mysore Airport ligger 758 meter över havet.
Terrängen runt Mysore Airport är huvudsakligen platt, men åt sydost är den kuperad. Runt Mysore Airport är det mycket tätbefolkat, med 1 463 invånare per kvadratkilometer. Närmaste större samhälle är Mysore, 1,5 km sydväst om Mysore Airport. Runt Mysore Airport är det i huvudsak tätbebyggt.